# 2023년 중국의 대만 주변 군사훈련
2023년 중국의 대만 주변 군사훈련(중국어 간체자: 2023年环台军事演练, 정체자: 2023年環台군事演練)은 중화인민공화국(PRC) 인민해방군(PLA)이 실시한 중화민국을 포위한 일련의 군사훈련이다. 2023년 4월 8일, PLA는 "전투 준비 태세 순찰" 시작을 발표하고 수십 대의 전투기와 여러 군함을 대만을 향해 파견했다. 이번 훈련은 차이잉원 대만 총통과 케빈 매카시 (정치인) 미국 하원 의장의 회담에 대한 대응으로 이뤄졌다.
2023년 3월 4일, 매카시는 4월 초로 예정된 차이 총통과의 회담을 계획했다고 발표했다. 이에 대해 PLA는 대만 정부를 향해 여러 차례 위협을 가했다. 차이 총통은 4월 4일 미국에 도착해 매카시 등 의원들을 만났다. 이에 대응하여 4일 후 PLA는 수십 대의 항공기와 여러 군함을 주변 해역으로 파견했다.

## 같이 보기
- 양안 관계